# Willibald von Langermann und Erlencamp
Barone Willibald Karl Rudolf von Langermann und Erlecamp (Karlsruhe, 29 marzo 1890 – Storozhevoye, 3 ottobre 1942) è stato un generale tedesco.

## Biografia
Nato a Karlsruhe da nobile famiglia dell'alta aristocrazia sveva, frequentò un collegio civile di Stoccarda, iscrivendosi successivamente all'università presso la facoltà di geologia che tuttavia lasciò dopo soli due anni per arruolarsi nel 1910 nell'esercito imperiale; con il grado di sottotenente del 5º Reggimento Dragoni partecipò alla prima guerra mondiale, raggiungendo il grado di capitano. Dopo l'armistizio rimase nella Reichswehr come ufficiale di stato maggiore, venendo nominato comandante del 4º reggimento di Cavalleria nel 1935 guadagnando, nel 1936, il grado di colonnello; nel 1938 fu nominato ispettore dei reparti di cavalleria e del trasporto.
Il 1º marzo 1940 fu promosso maggiore generale e fu posto al comando di una divisione di fanteria. Militare conservatore, non compromesso con il nazismo ma favorevole alla teoria di un ritorno all'antica grandezza della Germania Imperiale, von Langermann fu coinvolto dall'entusiasmo derivato dalle guerre di conquista e si distinse durante l'invasione della Francia come comandante delle truppe nella zona del canale tra la Marna ed il Reno. Nel settembre 1940 gli venne affidato il comando della 4ª divisione corazzata che guidò durante l'Operazione Barbarossa; nel 1942, fu promosso generale e, durante l'Operazione Blu gli venne affidato il compito di avanzare nel settore di Voronež alla guida delle due Panzer-Division del 24º Panzerkorps. Fu ucciso durante un'ispezione presso le truppe sul Don.

## Curiosità
Era cugino della madre di Claus Schenk von Stauffenberg, uno dei componenti, ed esecutore materiale, del complotto del 20 luglio 1944 contro Hitler.